# Andrei Boreiko
Andrei Boreiko (en rus: Андре́й Ви́кторович Боре́йко, Andrei Víktorovitx Boreiko, polonès: Andrzej Borejko; Sant Petersburg, 22 de juliol de 1957) és un director d'orquestra polonès-rus.

## Biografia
Té ascendència polonesa per part del seu pare i ascendència russa per part de la seva mare. Al Conservatori Rimsky-Korsakov de Sant Petersburg, Boreiko va estudiar direcció (amb Elisabeta Kudriavtseva i Alexander Dmitriev), graduant-se "summa cum laude". El 1987 va guanyar diplomes i premis al Concurs Internacional de Directors Grzegorz Fitelberg de Katowice, i el 1989 va ser premiat al concurs de directors Kirill Kondrashin d'Amsterdam.
Boreiko va ser director musical de la Filharmònica de Jena entre 1998 i 2003. Amb l'orquestra, Boreiko va rebre els premis a la programació de concerts més innovadora en tres temporades consecutives de la mà de la crítica musical alemanya (Deutscher Musikverleger-Verband). Ara té el títol de director honorari de la Filharmònica de Jena. Boreiko va exercir com a director principal de l'Orquestra Simfònica d'Hamburg (Hamburger Symphoniker) des de 2004 fins a la seva dimissió el novembre de 2007. Va ser director titular de l'Orquestra Simfònica de Berna del 2004 al 2010. El maig de 2008, Boreiko va ser anunciat com el proper Director General de Música de l'Orquestra Simfònica de Düsseldorf, a partir de la temporada 2009–2010, per un contracte inicial de 5 anys. Al febrer de 2012, l'orquestra va anunciar la conclusió programada de Düsseldorf de Boreiko al final de la temporada 2013-2014.
Al Canadà, Boreiko va ser director convidat principal de l'Orquestra Simfònica de Vancouver del 2000 al 2003. Va ser director musical de l'Orquestra Simfònica de Winnipeg del 2001 al 2006. Boreiko va rebre elogis pel seu talent musical durant el seu mandat a Winnipeg, i va contribuir amb ajuda financera a l'orquestra durant la temporada 2002–2003, amb problemes econòmics.
Boreiko va ser director musical de l'Orquestra Nacional de Bèlgica del 2012 al 2017. És director convidat principal de l'Orquestra Simfònica de la Ràdio de Stuttgart i de l'Orquestra Simfònica d'Euskadi. L'abril de 2013, Boreiko va ser nomenat el proper director musical de la Filharmònica de Nàpols (Florida), a partir de la temporada 2014-2015, la seva primera cita amb una orquestra als Estats Units. Va exercir com a director musical designat per a la temporada 2013-2014. El setembre de 2018, la Filharmònica de Varsòvia va anunciar el nomenament de Boreiko com el seu proper director artístic i director musical, a partir de la temporada 2019-2020.
La discografia de Boreiko inclou Lamentate d'Arvo Pärt i la Simfonia núm. 6 de Valentin Silvestrov, ambdues gravades amb l'Orquestra Simfònica de la Ràdio de Stuttgart (SWR) per a ECM Records. El 2006, Hänssler Classic va publicar un enregistrament en directe, també amb l'Orquestra Simfònica de la Ràdio de Stuttgart, de la Simfonia núm. 4 de Dmitri Xostakovitx amb l'estrena mundial de la Suite, op. 29a de l'òpera Ledi Màkbet Mtsènskogo Uiezda (Lady Macbeth del districte de Mtsensk), també de Xostakovitx.